# 제레미 브레슈
제레미 피에르 브레슈(프랑스어: Jérémie Pierre Bréchet, 1979년 8월 14일 ~)는 프랑스의 전직 프로 축구 선수이다. 그는 주로 좌측 수비를 맡았지만, 중앙 수비도 맡을 수 있었다. 그는 기술력도 출중해 미드필더로도 활약할 수 있었다. 그는 프랑스 국가대표팀 경기에 3번 출전했다.

## 클럽 경력

### 리옹
프랑스 론-알프 지방 리옹 출신인 제레미 브레슈는 인근 리옹에서 축구를 시작했다. 그는 1998-99 시즌에 프로 무대 신고식을 치렀다. 같은 시즌, 그는 총 15번의 경기에 출전했다. 브레슈는 2003년까지 리옹에서 116번의 경기에 출전해 2001-02 시즌과 2002-03 시즌에 리그 1 우승을 거두었다. 2003년 7월, 브레슈는 인테르나치오날레로 이적했다.

### 인테르나치오날레
2003-04 시즌, 그는 인테르나치오날레에서 초반에 순항했지만, 6경기 평범한 활약을 펼치던 중 엑토르 쿠페르 감독이 인테르나치오날레에서 해임되었고, 후임 감독으로 코라도 베르델리가 취임했다. 감독 교체 후, 부상까지 겹치면서, 브레슈는 단 몇 경기 더 출전하는데 그쳤다. 브레슈는 인테르나치오날레에서 총 9경기 출전에 그쳤다. 인테르나치오날레는 그의 이적 가능성을 암시했다. 2004년, 브레슈는 레알 소시에다드와 계약했다.

### 레알 소시에다드
브레슈는 라 리가의 레알 소시에다드에서 2년 활약했다. 브레슈는 중상을 당하면서, 그 기간 동안 20경기 출전에 그쳤다.

### 소쇼
포부가 넘치는 소쇼에 입단한 브레슈는 선발로 나서 현장에서 인상적인 초반을 보냈다. 3경기를 치른 후, 그는 선수단 주장을 맡게 되었다. "새끼사자 군단"(Les Lionceaux) 일원으로, 그는 2년 동안 인상적인 활약을 펼치며 부상 없이 꾸준하게 활약했다. 소쇼는 그가 주장을 맡고서 쿠프 드 프랑스를 2번 우승했다. 2008년 6월, 브레슈는 퇴단하여 PSV로 이적했다.

### PSV
2008-09 시즌, 브레슈는 네덜란드의 PSV와 3년 계약을 체결했다.

### 소쇼 복귀
2009년 6월 22일, 브레슈는 소쇼 복귀에 합의를 보았는데, 복귀 사유로 그의 가족 문제를 짚었다. 2011-12 시즌이 끝나고, 브레슈는 재계약하지 않아 계약이 만료되었다.

### 트루아
2012년 8월 9일, 그는 리그 1 승격 새내기 트루아와 1년 계약을 맺었다.

### 보르도
2013년 6월, 브레슈는 보르도와 1년 계약을 맺고 합류했다.

### 가젤레크 아작시오
보르도에서의 1년 후, 브레슈는 생애 처음으로 리그 2 구단과 계약을 맺었는데, 가젤레크 아작시오와 1년 계약했다.

## 경력 통계
| 구단              | 시즌      | 리그       | 리그 | 리그 | 컵   | 컵 | 대륙 | 대륙 | 합계 | 합계 |
| 구단              | 시즌      | 리그명     | 출장 | 골   | 출장 | 골 | 출장 | 골   | 출장 | 골   |
| ----------------- | --------- | ---------- | ---- | ---- | ---- | -- | ---- | ---- | ---- | ---- |
| 리옹              | 1998–99   | 디비시옹 1 | 15   | 0    | 2    | 0  | 1    | 0    | 18   | 0    |
| 리옹              | 1999–00   | 디비시옹 1 | 16   | 0    | 1    | 0  | 4    | 0    | 21   | 0    |
| 리옹              | 2000–01   | 디비시옹 1 | 27   | 0    | 8    | 0  | 14   | 0    | 49   | 0    |
| 리옹              | 2001–02   | 디비시옹 1 | 28   | 0    | 4    | 0  | 8    | 0    | 40   | 0    |
| 리옹              | 2002–03   | 리그 1     | 31   | 0    | 3    | 0  | 7    | 0    | 41   | 0    |
| 리옹              | 합계      | 합계       | 117  | 0    | 18   | 0  | 34   | 0    | 169  | 0    |
| 인테르나치오날레  | 2003–04   | 세리에 A   | 9    | 0    | 2    | 0  | 3    | 0    | 14   | 0    |
| 레알 소시에다드   | 2004–05   | 라 리가    | 17   | 0    | –    | –  | –    | –    | 17   | 0    |
| 레알 소시에다드   | 2005–06   | 라 리가    | 3    | 0    | –    | –  | –    | –    | 3    | 0    |
| 레알 소시에다드   | 합계      | 합계       | 20   | 0    | 0    | 0  | 0    | 0    | 20   | 0    |
| 소쇼              | 2006–07   | 리그 1     | 30   | 0    | 5    | 0  | –    | –    | 35   | 0    |
| 소쇼              | 2007–08   | 리그 1     | 21   | 2    | 3    | 0  | –    | –    | 24   | 2    |
| 소쇼              | 합계      | 합계       | 51   | 2    | 8    | 0  | 0    | 0    | 59   | 2    |
| PSV               | 2008–09   | 에레디비시 | 27   | 1    | 1    | 0  | 5    | 0    | 33   | 1    |
| 소쇼              | 2009–10   | 리그 1     | 33   | 2    | 3    | 0  | –    | –    | 36   | 2    |
| 소쇼              | 2010–11   | 리그 1     | 20   | 0    | 3    | 0  | –    | –    | 23   | 0    |
| 소쇼              | 2011–12   | 리그 1     | 5    | 0    | 1    | 0  | –    | –    | 6    | 0    |
| 소쇼              | 합계      | 합계       | 58   | 2    | 7    | 0  | 0    | 0    | 65   | 2    |
| 트루아            | 2012–13   | 리그 1     | 24   | 2    | 4    | 1  | –    | –    | 28   | 3    |
| 보르도            | 2013–14   | 리그 1     | 4    | 0    | 1    | 0  | 5    | 0    | 10   | 0    |
| 가젤레크 아작시오 | 2014–15   | 리그 2     | 28   | 2    | –    | –  | –    | –    | 28   | 2    |
| 가젤레크 아작시오 | 2015–16   | 리그 1     | 23   | 0    | 4    | 0  | –    | –    | 27   | 0    |
| 가젤레크 아작시오 | 2016–17   | 리그 2     | 30   | 0    | 1    | 0  | –    | –    | 31   | 0    |
| 가젤레크 아작시오 | 2017–18   | 리그 2     | 31   | 2    | 1    | 0  | –    | –    | 32   | 2    |
| 가젤레크 아작시오 | 합계      | 합계       | 112  | 4    | 6    | 0  | 0    | 0    | 118  | 4    |
| 경력 합계         | 경력 합계 | 경력 합계  | 422  | 9    | 47   | 1  | 47   | 0    | 516  | 10   |

1. ↑  쿠프 드 프랑스, 쿠프 드 라 리그, 코파 이탈리아, 및 요한 크라위프 스할 출전 경기 기록 포함.
2. ↑  챔피언스리그 및 UEFA컵 출전 경기 기록 포함.

## 수상
리옹
- 디비시옹 1 / 리그 1: 2001–02, 2002–03
- 쿠프 드 라 리그: 2000–01
- 트로페 데 샹피옹: 2002

소쇼
- 쿠프 드 프랑스: 2006–07

PSV
- 요한 크라위프 스할: 2008

프랑스
- 컨페더레이션스컵: 2001